# 帕查區 (堯利省)
帕查區（西班牙語：Distrito de Paccha），是秘魯的一個區，位於該國中部胡寧大區的堯利省，始建於1958年3月17日，面積323.69平方公里，海拔高度3,742米，2005年人口1,987，人口密度每平方公里6.1人。